# Kraśnik Dolny (przystanek kolejowy)
Kraśnik Dolny – nieistniejący przystanek osobowy w Kraśniku Dolnym, w województwie dolnośląskim, w Polsce.